# Dprevank
Dprevank ou Dprevanq (en arménien Դպրեվանք) est une communauté rurale du marz d'Aragatsotn, en Arménie. Elle compte 159 habitants en 2009.